# 湟溪关
湟溪关，又称为湟谿关，是秦朝南海郡的一个关隘，始记于西汉司马迁所著的《史记》一书。当时秦朝即将灭亡，南海郡尉赵佗“移檄告横浦、阳山、湟溪关”据险防守，防止中原各起义军进犯。湟溪关的具体位置目前有多种说法，一说为英德连江口处，一说为连州与阳山交界处的湟川河道上。